# Reitter Ferenc-díj (Budapest Főváros Tanácsa)

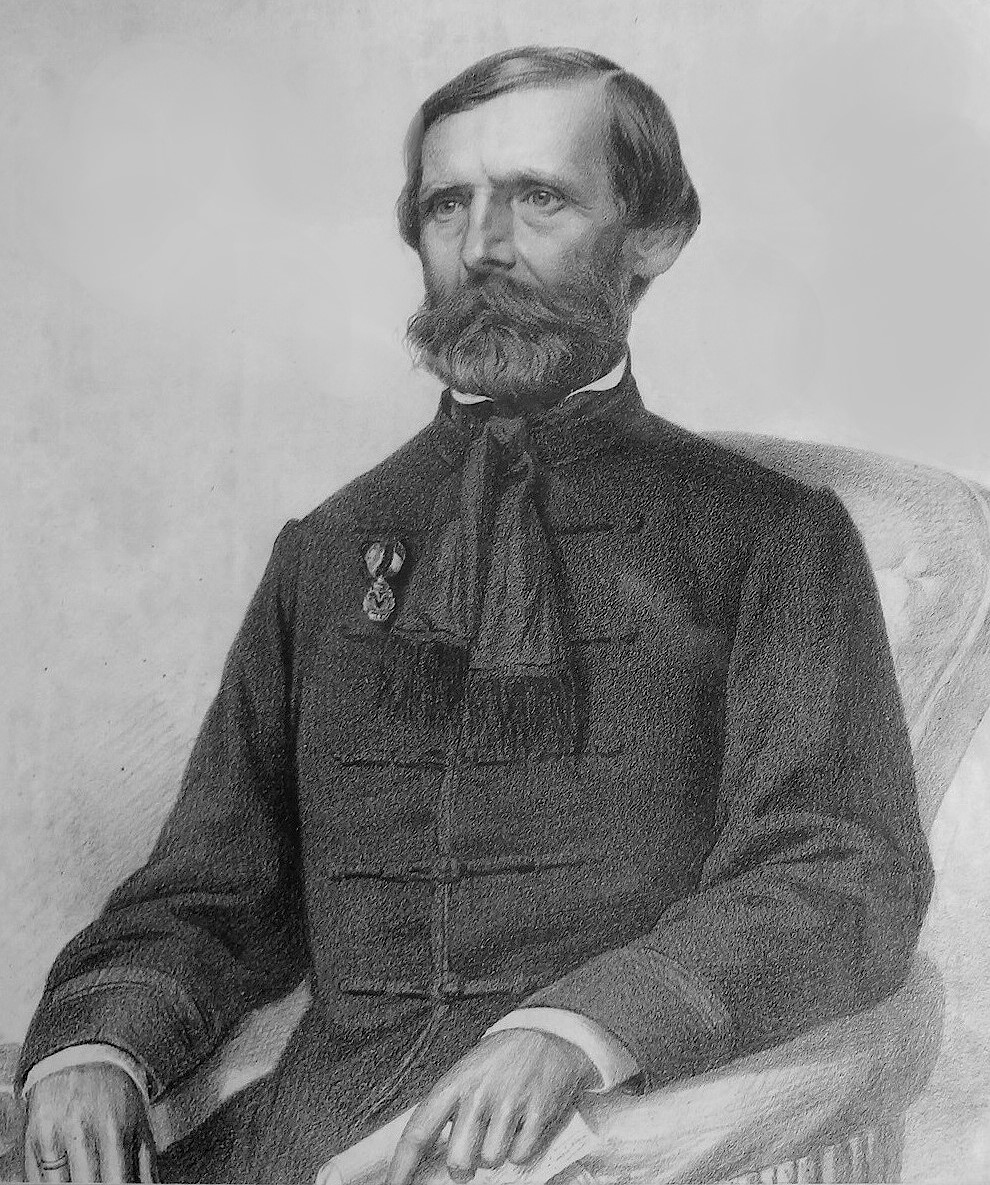
Reitter Ferenc

A Reitter Ferenc-díjat Budapest Főváros Tanácsa alapította 1978-ban, és Budapest Főváros Önkormányzata szüntette meg 1992-ben. A díj azoknak a magánszemélyeknek volt adható, akik Budapest épített környezetének kialakításában, fejlesztésében magas színvonalon működtek közte.

## Odaítélése
A díj azoknak volt adományozható, akik az építészet, város- és területrendezési tervezés, a műemlékvédelem, illetve az építészettörténet, valamint a közlekedésépítés és közlekedésfejlesztés, továbbá a közmű- és mélyépítés és a közműfejlesztés, a közterületek, utak fenntartása, üzemeltetése, az épületfenntartás, nemkülönben az árvíz elleni védekezés, a környezetvédelem, valamint a vízrendezés területén magas színvonalú, megvalósult alkotásokkal, műszaki megoldásokkal , műszaki irányító-szervező tevékenységgel kitűntek, hosszabb időn át kiemelkedő munkát végeztek, tevékenységükkel a közösség ügyét példamutatóan szolgálták, teljesítményükkel a főváros fejlődését, gazdagítását jelentősen elősegítették, arculatának formálásában eredményesen közreműködtek.
A díj odaítéléséről a Reitter Ferenc-bizottság tagjai döntöttek, akik a Fővárosi Tanács középszintű vezetőiből, továbbá - a kor politikai berendezésének megfelelően - a Magyar Szocialista Munkáspárt, a szakszervezetek, a Hazafias Népfront és a KISZ képviselőiből állt.. Évente négy nominált vehette át a díjat, melyet április 4-én adtak át. 1989-ben módosítottak a díj szabályzatán, a korábbi 4 helyett már 7 személy vehette át az elismerést, a díjátadóra pedig az építők napján, vagyis június első vasárnapján került sor.

## Díjazottak

### 1990[5]
- Cziffra Mihály,  a Fővárosi Csatornázási Művek főtechnológus mérnöke
- Jantner Antal építészmérnök, nyugalmazott miniszterhelyettes
- Kálnoki Kis Sándor közlekedési mérnök, a Közlekedési és Hírközlési Minisztérium helyettes államtitkára
- Pusztai János építészmérnök, a Fővárosi 1. számú Építőipari Vállalat igazgatója
- Sedlmayr Jánosné építészmérnök;
- Vallyon István építészmérnök, a Fővárosi Tanács városrendezési és építészeti főosztályvezető-helyettese
- Werner Tibor kőfaragó kisiparos

### 1989[6]
- Szilágyi Lajos az Építésügyi és Városfejlesztési Minisztérium ny. miniszterhelyettese, fővárosi tanácstag
- Bódiss János osztályvezető, Közmű- és Mélyépítő Vállalat
- Lázár Antal tanszékvezető egyetemi tanár
- Wittmann Zoltán a FIMÜV műszaki igazgatóhelyettese

### 1988[7]
- dr. Horter Miklós, az Országos Műemléki Felügyelőség tudományos titkára
- Sulyok György, a Fővárosi Ingatlankezelési és Építési Főigazgatóság főigazgató-helyettese
- dr. Vida Miklós, a Fővárosi Gázművek műszaki vezérigazgató-helyettese, a Budapesti Műszaki Egyetem tanára
- dr. Zahumenszky József, a Budapesti Közlekedési Vállalat vezérigazgatója

### 1987[8]
- Gyene László, a BKV üzemeltetési igazgatója
- Rymorz Pál, a Fővárosi Tanács V.B. Közmű- és Mélyépítési Főigazgatóság főigazgatója
- Wlassics Zoltán, a Kandeláber Gm igazgatója
- Zoltay István, a Lakóterv tervező osztályvezetője

### 1986[9]
- Issekutz György, a Fővárosi Mélyépítési Tervező Vállalat irodavezető-helyettese
- Preisich Gábor, a Budapesti Városépítési Vállalat nyugdíjasa, címzetes egyetemi tanár
- Szabó Béla, a XVIII-XIX. és a XX. kerületi Ingatlankezelő Vállalat igazgatója
- Szabó László, a Fővárosi Gázművek gépészmérnöke.

### 1985[10]
- dr. Antal Jánosné dr. Czétényi Piroska, a Budapesti Műemléki Felügyelőség vezetője
- Dedek Lajost, a Fővárosi Felvonójavító Vállalat igazgatója
- dr. Gyulai Géza nyugalmazott c. egyetemi tanár
- dr. Janzó József, a MÉLYÉPTERV osztályvezetője
- Kaszab Ákos, a LAKÓTERV főmunkatársa
- Kosák József, az Épületgépészeti és Villamossági Tervező Vállalat főtervezője
- dr. Ligeti Rezső, a BVTV műszaki igazgatóhelyettese
- Petik Ernő, a Budapesti Területi Főmérnökség területi főmérnöke

### 1984[11]
- Zalaváry Lajos, a Középülettervező Vállalat főépítésze
- Krisztián Gyuláné, a Fővárosi Ingatlankezelő Műszaki Vállalat laboratóriumának vezetője
- Berczik András, a Budapesti Városépítési Tervező Vállalat  osztályvezetője
- Mester Jenő, a Lakó- és Kommunális Épülettervező Vállalat  irodavezetője

### 1983[12]
- Kerkápoly Endre a BME tanszékvezető egyetemi tanára
- Radó Dezső a Fővárosi Kertészeti Vállalat igazgatója
- Kiss Albert a BUVÁTI főépítésze
- Gáspár Tibor a Fővárosi Tanács VB Városrendezési és Építészeti Főosztályának vezetője[13]

### 1982[14]
- Czimmermann Ferenc a Fővárosi Vízművek üzemvezetője
- Juhász Géza a  Fővárosi Mélyépítési Tervező Vállalat irodavezető mérnöke
- Kapsza Miklós a Műszaki Egyetem egyetemi docense

### 1981[15]
- Perényi Imre, a Budapesti Műszaki Egyetem egyetemi tanára
- Dalmy Tibor, a Fővárosi Mélyépítési Tervező Vállalat igazgatóhelyettese
- Fáskerti Sándor, a Budapesti Közlekedési Vállalat vezérigazgató-helyettese
- Kangyal Miklós, a Budapesti Városépítési Tervező Vállalat építészmérnöke

### 1980[16]
- Dragonits Tamás, a Városépítési Tervező Intézet építésze
- Frommer Miklós, a Vízművek főmérnöke
- Nagy Rudolf, a Fővárosi Tanács közlekedési főigazgatóságának vezetője és
- Tenke Tibor, a Tervezésfejlesztési és Típustervező Intézet építésze

### 1979[17]
- Pomsár János, a Budapesti Városépítési Tervező Vállalat osztályvezető építésze, a városrendezés és magasépítés terén létrehozott jelentős alkotásaiért.
- dr. Rózsa László, az Út-, Vasúttervező Vállalat irodavezetője, a XIII. kerületi és a Fővárosi Tanács tagját, a metró tervezése terén végzett eredményes irányító tevékenységéért
- Heim Ernő nyugdíjas építészmérnök, az első átfogó általános rendezési terv és a Rákóczi út árkádosításának megvalósításáért. Budapest érdekében kifejtett értékes tervező és szervező munkájáért
- dr. Borsos József nyugdíjas, a műszaki tudományok kandidátusát, a főváros fejlesztése érdekében végzett több évtizedes, kiemelkedő munkásságáért, sokrétű műszaki és tudományos tevékenységéért, a közműhálózat fejlesztésében elért eredményeiért.

### 1978[18]
- Rausch Róbert a BVTV 5. sz. magasépítési iroda vezetője
- Szendrői Rezső a METRÓ Beruházási Vállalat műszaki igazgatója,
- Pereházy Károly a FIMÜV osztályvezetője
- Mező Lajos osztályvezető, szakfőmérnök részére